# تپه قوش خانه
تپه قوش خانه مربوط به دوره ایلخانی است و در شهرستان ابهر، بخش سلطانیه، شهرسلطانیه، ۱۵۷۰ متری غرب گنبد سلطانیه، ۶۴۷ متری شمال غرب مقبره ملا حسن کاشی واقع شده و این اثر در تاریخ ۲۶ دی ۱۳۸۶ با شمارهٔ ثبت ۲۰۵۱۰ به‌عنوان یکی از آثار ملی ایران به ثبت رسیده است.